# 17e division d'infanterie (Empire allemand)
Pour les articles homonymes, voir 17e division d'infanterie.
La 17e division d'infanterie est une unité de l'armée allemande qui participe à la guerre franco-allemande de 1870 et à la Première Guerre mondiale. Au déclenchement de ce conflit, elle forme avec la 18e division d'infanterie le 9e corps d'armée rattaché à la 1re armée allemande. Elle participe aux batailles de Liège et de Mons en Belgique avant de poursuivre les armées alliées en retraite. La 17e division est engagée dans la bataille de la Marne, puis dans la bataille de l'Aisne. À partir d'octobre 1914 et jusqu'en octobre 1915, elle occupe un secteur sur le front de l'Aisne. D'octobre 1915 à juin 1916, la division est en Champagne. En 1916, la division participe à la bataille de la Somme. Au cours de l'année 1917, la division est localisée face aux troupes britanniques et combat lors de la bataille d'Arras et lors de la bataille de Passchendaele. En 1918, elle est employée lors de l'offensive Michael au cours du printemps, par la suite la division participe aux combats défensifs de l'été et de l'automne. À la fin de la guerre, la division est rapatriée en Allemagne où elle est dissoute au cours de l'année 1919.

## Guerre franco-allemande de 1870

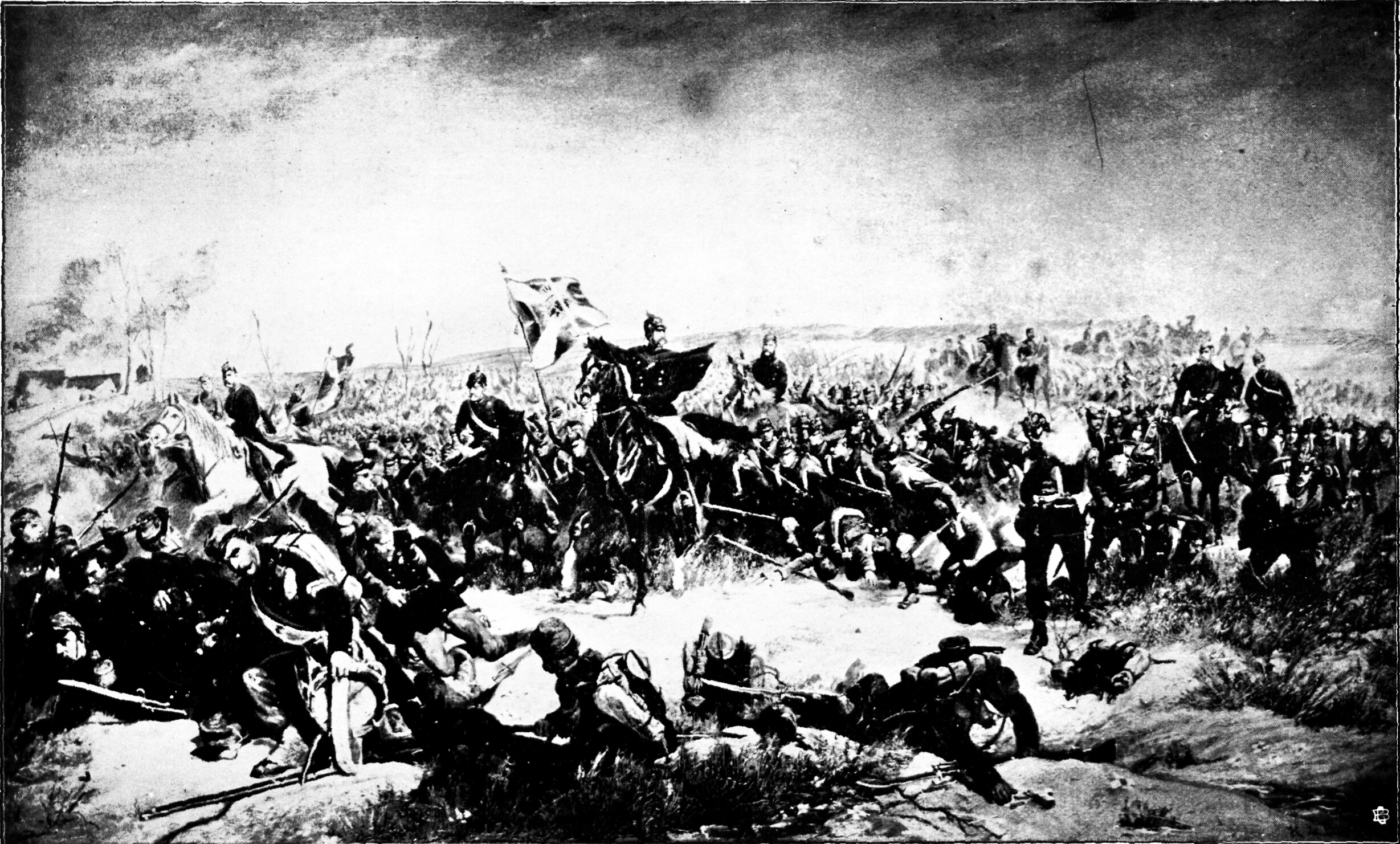
d'infanterie

### Composition
La division est créée le 11 octobre 1866 à Kiel par le regroupement de plusieurs unités de l'armée prussienne. Elle est recrutée dans les villes hanséatiques et le grand-duché de Mecklembourg. 
- 33e brigade d'infanterie (Hambourg, Brême et Lübeck)

36e régiment de fusiliers
75e régiment d'infanterie (de)
76e régiment d'infanterie
- 34e brigade d'infanterie (Mecklembourg)

89e régiment de grenadiers (de)
90e régiment de fusiliers (de)
14e bataillon de chasseurs à pied (de)
- 17e brigade de cavalerie (Mecklembourg)

17e régiment de dragons (de)
18e régiment de dragons (de)
11e régiment d'uhlans (de)

### Historique
Durant la guerre franco-allemande de 1870, la 17e division d'infanterie fait partie de la réserve de l'armée prussienne. Elle est d'abord rattachée au XIIIe corps avec la 22e division prussienne et stationnée sur la côte pour prévenir un éventuel débarquement français. Elle participe ensuite aux sièges de Metz et de Paris. Dans la campagne de la Loire, elle est engagée dans les batailles de Loigny, d'Orléans et du Mans.

## Première Guerre mondiale

### Composition
Les hommes composant la 17e division d'infanterie sont principalement recrutés dans les villes hanséatiques et dans le duché de Merckenbourg ; à partir de 1917, la division est renforcée par des hommes d'origine polonaise en provenance du 6e district.

#### Temps de paix, début 1914
- 33e brigade d'infanterie (Altona)

75e régiment d'infanterie (de) (Brême) et (Stade)
76e régiment d'infanterie (Hambourg)
- 34e brigade d'infanterie (du grand-Duché de Mecklembourg) (Schwerin)

89e régiment de grenadiers (de) (Schwerin) et (Neustrelitz)
90e régiment de fusiliers (de) (Rostock) et (Wismar)
- 81e brigade d'infanterie (de) (Lübeck)

162e régiment d'infanterie (de) (Lübeck)
163e régiment d'infanterie (de) (Neumünster) et (Heide)
- 17e brigade de cavalerie (Schwerin)

17e régiment de dragons (de) (Ludwigslust)
18e régiment de dragons (de) (Parchim)
- 17e brigade d'artillerie de campagne (Schwerin)

24e régiment d'artillerie de campagne (Güstrow) et (Neustrelitz)
60e régiment d'artillerie de campagne (Schwerin)

#### Composition à la mobilisation - 1915
- 33e brigade d'infanterie

75e régiment d'infanterie
76e régiment d'infanterie
- 34e brigade d'infanterie

89e régiment de grenadiers
90e régiment de fusiliers
9e bataillon de chasseurs à pied (de)
- 17e brigade d'artillerie de campagne

24e régiment d'artillerie de campagne
60e régiment d'artillerie de campagne
- 3e escadron du 16e régiment de dragons
- 1re compagnie du 9e bataillon de pionniers du Schleswig-Holstein

#### 1916
- 34e brigade d'infanterie

75e régiment d'infanterie
89e régiment de grenadiers
90e régiment de fusiliers
- 17e brigade d'artillerie de campagne

24e régiment d'artillerie de campagne
60e régiment d'artillerie de campagne
- 3e escadron du 16e régiment de dragons
- 1re compagnie du 9e bataillon de pionniers du Schleswig-Holstein

#### 1917
- 34e brigade d'infanterie

75e régiment d'infanterie
89e régiment de grenadiers
90e régiment de fusiliers
- 17e commandement d'artillerie divisionnaire

60e régiment d'artillerie de campagne
- 4e escadron du 16e régiment de dragons
- 126e bataillon de pionniers

#### 1918
- 34e brigade d'infanterie

75e régiment d'infanterie
89e régiment de grenadiers
90e régiment de fusiliers
- 17e commandement d'artillerie divisionnaire

60e régiment d'artillerie de campagne
1er bataillon du 24e régiment d'artillerie à pied, 2e, 3e et 4e batteries
- 4e escadron du 16e régiment de dragons
- 126e bataillon de pionniers

### Historique
Au déclenchement du conflit, la 17e division d'infanterie forme avec la 18e division d'infanterie le 9e corps d'armée rattachée à la 1re armée allemande. La 81e brigade d'infanterie est détachée pour former la 17e division de réserve.

#### 1914
- 3 -16 août : la 34e brigade d'infanterie est détachée de la division pour former un corps provisoire chargé de la prise de Liège.
- 16 - 23 août : progression en Belgique ; le 19 août, la division est à Louvain.
- 23 - 24 août : engagée dans la bataille de Mons.
- 25 août - 1er septembre : poursuite des troupes alliées, contournement de Maubeuge, puis mouvement par Nesle, Roye, Vézaponin.
- 2 - 5 septembre : progression vers le sud, franchissement de la Marne vers Château-Thierry, puis progression en direction de Châtillon-sur-Morin.
- 6 - 9 septembre : engagée dans la bataille de la Marne, (bataille des Deux Morins), combats à Châtillon-sur-Morin le 6 septembre, puis à Esternay et Courgivaux les 7 et 8 septembre, puis repli au-delà de la Marne.
- 10 - 13 septembre : repli par Betz, Crépy-en-Valois, Pierrefonds. Le 11 septembre, l'Aisne est franchie à Rethondes.
- 13 - 21 septembre : occupation de lignes défensives vers Carlepont, Nampcel et Audignicourt[2]. Engagée dans la bataille de l'Aisne. Combats sur le front Tracy-le-Mont, est de Moulin-sous-Touvent.
- 22 septembre 1914 - 12 octobre 1915 : occupation d'un secteur dans la région de Bailly.

17 novembre : attaque allemande sur Tracy-le-Val.
mars 1915 : le 76e régiment d'infanterie est transféré à la 111e division d'infanterie nouvellement créé.
14 - 16 juin : plusieurs éléments de la division impliqués dans une contre-attaque sur Quennevières.

#### 1915
- 12 octobre 1915 - 16 juin 1916 : retrait du front, mouvement vers la Champagne en renfort à la fin de la bataille de Champagne. Occupation d'un secteur entre la route de Souain à Sommepy et Saint-Souplet-sur-Py.

7 décembre : attaque allemande.

#### 1916
- 16 juin - 5 juillet : retrait du front, repos dans la région de Charleville ; mise en réserve de l'OHL.
- 5 - 25 juillet : engagée dans la bataille de la Somme, en ligne entre Barleux et Belloy-en-Santerre et déplore de fortes pertes durant cette période.
- 26 juillet - 15 août : retrait du front, réorganisation et repos.
- 16 août - 15 septembre : à nouveau engagée dans la bataille de la Somme dans le secteur de Barleux et de Belloy.
- 15 septembre - 1er octobre : retrait du front et repos.
- 1er octobre - 24 décembre : occupation d'un secteur sur le front d'Arras vers Roclincourt[2].
- 24 décembre 1916 - 7 janvier 1917 : retrait du front ; repos.

#### 1917
- 9 janvier - 15 mars : mouvement vers le front, occupation d'un secteur au sud de l'Ancre vers Pys ; nombreuses actions locales durant le mois de février dans les bois vers Grandcourt et Miraumont avec des pertes sensibles.
- 15 mars - 10 avril : repli lors de l'opération Alberich (en) vers les positions de la ligne Hindenburg.

30 mars - 10 avril : retrait du front ; repos dans la région de Douai.
- 10 - 25 avril : engagée dans la bataille d'Arras dans le secteur de Oppy et de Gavrelle, pertes importantes lors de la contre-attaque allemande.
- 25 avril - 9 mai : retrait du front ; repos dans la région de Tournai.
- 9 - 29 mai : occupation d'un secteur du front entre Boursies et Demicourt.
- 29 mai - 27 juillet : retrait du front, transfert par V.F. vers Roulers par Valenciennes et Mons et occupation d'un secteur dans le nord du front d'Ypres vers Hooge. La division subit avec de lourdes pertes la préparation d'artillerie britannique précédant la bataille de Passchendaele[3].
- 27 juillet - 23 septembre : retrait du front et occupation d'un secteur vers Havrincourt.
- 23 - 28 septembre : engagée dans la bataille de Passchendaele, combats dans le secteur de Polygone wood.

26 septembre : contre-attaque allemande sur Polygone wood, lourdes pertes pour la division.
- 28 septembre - 16 octobre : retrait du front, réorganisation et repos.
- 17 octobre 1917 - 17 février 1918 : mouvement vers Lens ; occupation d'un secteur vers Acheville.

#### 1918
- 17 février - 15 mars : retrait du front, relevée par la 12e division de réserve[4] ; repos et instruction dans la région de Douai.
- 16 mars - 10 avril : mouvement vers Arras. À partir du 21 mars, engagée dans l'offensive Michael ; le 21 mars combats vers Lagnicourt-Marcel et Noreuil.

22 mars : combats au nord de Vaulx-Vraucourt.
24 mars : combats vers Béhagnies et Sapignies.
25 mars - 1er avril : placée en seconde ligne, la division a perdu 50 % de ses effectifs.
1er - 10 avril : engagée en première ligne dans le secteur de Bucquoy.
- 10 avril - 24 mai : retrait du front relevée par la 5e division d'infanterie bavaroise[4] ; regroupement vers Favreuil, déplacement à Cambrai puis dans la région de Valenciennes[n 2].
- 24 mai - 23 juin : transport par V.F. par Marquion pour atteindre Bapaume. Occupation d'un secteur dans la région de Bucquoy.
- 23 juin - 17 juillet : retrait du front ; repos dans la région de Bouchain.
- 17 juillet - 1er août : déplacement vers Laon, puis marche par étape vers la Vesle.
- 1er août - 3 septembre : en ligne entre Mont-Notre-Dame et Bazoches-sur-Vesles, combats défensifs.
- 3 - 14 septembre : repli sur l'Aisne vers Bourg-et-Comin.
- 14 - 30 septembre : retrait du front ; à partir du 18 septembre déplacée en première ligne vers Aizy-Jouy.
- 30 septembre - 4 octobre : retrait du front de l'Ailette, mouvement par V.F. vers Semide.
- 4 - 19 octobre : engagée au sud-est de Machault ; repli vers Attigny imposé par l'attaque française.
- 19 - 24 octobre : retrait du front ; repos dans la région de Mouzon.
- 25 - 29 octobre : mouvement par V.F. vers Rozoy-sur-Serre, en ligne dans le secteur de Château-Porcien, combats violents le 29 octobre à Banogne-Recouvrance.
- 30 octobre - 11 novembre : replis successifs devant la pression des troupes alliées vers Seraincourt, Remaucourt, Chaumont-Porcien, Rocquigny et Saint-Jean-aux-Bois[4]. Après la signature de l'armistice, la division retourne en Allemagne où elle est dissoute au cours de l'année 1919.

## Chefs de corps
| Grade           | Nom                                   | Date                              |
| --------------- | ------------------------------------- | --------------------------------- |
| Generalleutnant | Adolf von Rosenberg-Gruszczynski (de) | 20 octobre 1866 - 17 juillet 1870 |
| Generalleutnant | Gustav von Schimmelmann               | 18 juillet 1870 - novembre 1870   |
| Generalleutnant | Hermann von Tresckow                  | novembre 1870 - janvier 1871      |
| Generalleutnant | Ludwig von Schlotheim                 | 20 mars 1872 - 5 avril 1880       |
| Generalleutnant | Hermann Ludwig von Wartensleben       | 6 avril 1880 - 20 août 1884       |
| Generalleutnant | Walther Bronsart von Schellendorff    | 21 août 1884 - 11 juillet 1888    |
| Generalleutnant | Otto von Derenthall                   | 12 juillet 1888 - 14 mars 1890    |
| Generalleutnant | Karl Finck von Finckenstein           | 24 mars 1890 - 26 janvier 1895    |
| Generalleutnant | Ernst von Petersdorff                 | 27 janvier 1895 - 14 mai 1897     |
| Generalleutnant | Anton Herwarth von Bittenfeld         | 20 mai 1897 - 6 juin 1900         |
| Generalleutnant | Klaus von und zu Egloffstein (de)     | 7 juin 1900 - 17 mai 1903         |
| Generalleutnant | Günther von Kirchbach                 | 18 mai 1903 - 18 septembre 1907   |
| Generalleutnant | Kurt von Pritzelwitz                  | 1er octobre 1907 - 8 février 1911 |
| Generalleutnant | Gotthard Nickisch von Rosenegk (de)   | 9 février 1911 - 3 février 1913   |
| Generalleutnant | Hans von Winterfeld                   | 4 février 1913 - 2 mars 1914      |
| Generalleutnant | Arnold von Bauer                      | 3 mars - 14 octobre 1914          |
| Generalleutnant | Theodor Stengel                       | 15 octobre 1914 - 10 mai 1916     |
| Generalleutnant | Hans von Minckwitz                    | 11 mai 1916 - 1er janvier 1917    |
| Generalleutnant | Arthur von Gabain                     | 2 janvier 1917 - 30 juillet 1918  |
| Generalleutnant | Siegfried von Held                    | 1er août 1918 - 19 janvier 1919   |
| Generalmajor    | Johannes von Busse (de)               | 20 janvier - 30 septembre 1919    |